# Рощиб'юки
Рощиб'юки — родина косівських гончарів.
Подружжя Ганни (1903—1981, до шлюбу Цвілик, сестра Павлини Цвілик) і Михайло Рощиб'юк (* 1903—1972) та їх дочки: Орися Козак, Стефанія Волощук і Розалія Ілюк працювали у мистецьких майстернях Художнього фонду УРСР, продовжуючи мистецькі традиції Павлини Цвілик.